# Terremoto de Balıkesir de 2025
El Terremoto de Balıkesir de 2025 hace referencia a un sismo ocurrido el 10 de agosto de 2025 a las 19:53 de hora local, con magnitud de 6,1, el cual que se tuvo como epicentro la zona de Balikesir, Turquía con una profundidad de 10km, dejó múltiples daños, 56 heridos y un fallecido. 

## Información tectónica
La parte occidental de Anatolia forma parte de la zona de tectónica extensional activa que se extiende hacia el oeste a través de la placa del mar Egeo hasta el golfo de Corinto. Esta extensión es resultado del retroceso de la placa africana a medida que se subduce bajo la placa del mar Egeo. Los terremotos previos en esta área incluyen una secuencia de tres eventos destructivos durante el período 1969-1970: el terremoto de Demirci de 1969, el terremoto de Alaşehir de 1969 y el terremoto de Gediz de 1970.  

## Terremoto
El terremoto tuvo una intensidad máxima de Mercalli modificada de IX ( violento ),  y se sintió en lugares tan lejanos como Estambul, Esmirna, Aydın, Eskişehir y Tekirdağ.  Hasta el 11 de agosto a las 12:00 hora local, se registraron 420 réplicas, de las cuales 13 superaron la magnitud 4,0,  e incluyeron un mb Evento 4.2 a las 17:15 UTC. 
El sismo principal fue precedido por una secuencia de sismos precursores, con tres eventos de magnitud >3 durante los tres días anteriores. 

## Daños y víctimas
En total, 75 edificios, incluidos dos minaretes, resultaron dañados o destruidos en Sındırgı . Una estructura se derrumbó, 13 sufrieron daños graves y 61 sufrieron daños leves.     Una mujer falleció tras ser rescatada de un edificio derrumbado  y 52 personas fueron hospitalizadas debido a lesiones o pánico.   Ocho casas también resultaron dañadas en Manisa. La mayoría de los edificios que se derrumbaron o sufrieron daños estaban deshabitados y abandonados.  También se formó un sumidero en una zona rural cerca de Odunpazarı, en la provincia de Eskişehir. 
Se desplegaron alrededor de 1100 efectivos de búsqueda y rescate y 50 equipos de evaluación de daños en las zonas afectadas.  El propietario y el contratista del edificio en Sındırgı donde se registró la muerte fueron detenidos bajo sospecha de "causar muerte y lesiones por negligencia". 